# 詹姆斯·高威

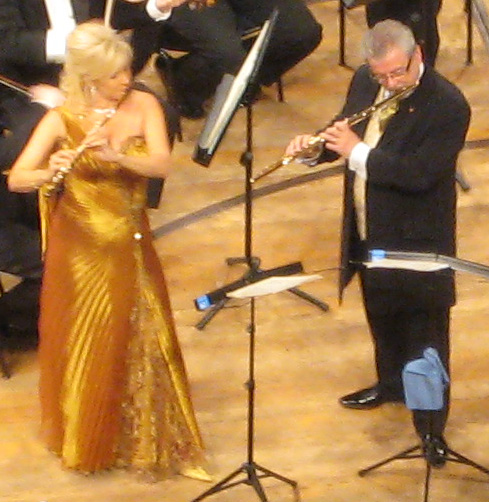
詹姆斯·高威與其夫人

詹姆斯·高威爵士 OBE（英語：Sir James Galway，1939年12月8日—），生於北愛爾蘭貝爾法斯特，长笛演奏家，被譽為“金笛手”，2001年6月被授予爵士称号。
　　

## 生平
在皇家音乐学院和基尔德霍尔音乐戏剧学校学习，并赴巴黎音乐学院深造。曾於于塞德勒威尔士歌剧院、科文特花园皇家歌剧院、BBC交响乐团、伦敦交响乐团和皇家爱乐乐团、柏林爱乐乐团任长笛、短笛演奏員及长笛首席。1975年开始為独奏家，曾在一年之中演出120场音乐会。
他演奏的当代音乐，有1993年与爱乐乐团在皇家节日大厅首演大卫·希思的协奏曲、与圣路易斯交响乐团演出洛维尔·利伯曼的长笛协奏曲、1994年10月在苏黎世与市政音乐厅乐团演奏乔治·尼科尔森的长笛协奏曲和金德里奇的长笛、钢琴与管弦乐队协奏曲。
世界首演曲目包括洛维尔·利伯曼的长笛与竖琴协奏曲以及马泽尔的长笛与管弦乐队音乐。1997年2月与巴伐利亚州广播电台为马泽尔的作品录制唱片。2002年9月，高尔韦与路易斯安纳爱乐乐团首演了大卫·阿姆拉姆的长笛协奏曲《夜之巨人》。　
他曾参參1991年7月在白金汉宫为英国女王、皇室成员以及七国首脑组织在伦敦峰会的文娱活动、在柏林向全世界直播的 “柏林墙”演出以及1996年2月在瑞士达沃斯为世界经济论坛的演出。还有几次应美国总统的邀请在白宫演出。1998年12月，在诺贝尔颁奖仪式上演出。1999年5月，詹姆斯·高威爵士为庆祝自己60周岁生日，在英国举办独奏音乐会巡演，入场券销售一空。
1997年，高威任伦敦莫扎特乐团的首席客座指挥，2000/2001年乐季他率古腾堡室内乐团在德国巡迴演奏并率波兰室内乐团在亚洲巡迴演奏。最近的演奏与指挥合约还包括与苏黎世室内乐团、阿尔斯特管弦乐团、圣保罗室内乐团以及华盛顿国家交响乐团的演出。詹姆斯·高威还在欧洲和美国举办义演音乐会。詹姆斯·高威的唱片包括许多不同风格的音乐精品。与伦敦莫扎特演奏团一起发行了一张专辑，与其夫人共同演奏的奇玛罗萨的为两支长笛而作的协奏曲。长笛与管弦乐队的协奏曲“冬日的交汇”、与菲尔·库尔特合作的洛维尔·利伯曼的长笛与管弦乐队的音乐，与菲利浦·莫尔和珍妮·高尔韦合作的“献给我朋友的音乐”、与迈克·莫厄尔合作的爵士乐“激情探戈”；与东京四重奏合作的“莫扎特长笛四重奏”、“电影中的詹姆斯·高威”、由福莱、维多尔和德彪西的作品构成的“法国作品独奏会”以及与菲尔·库尔特合作的“传奇”。他录制的莫扎特协奏曲全集获唱片大奖、唱片排行榜年度奖等奖项。
高威最近期的作品是《魔戒三部曲:王者再臨》的原聲大碟中的一些曲目。

## 外部連結
Sir James Galway Web Site （页面存档备份，存于）